# Supergéante jaune

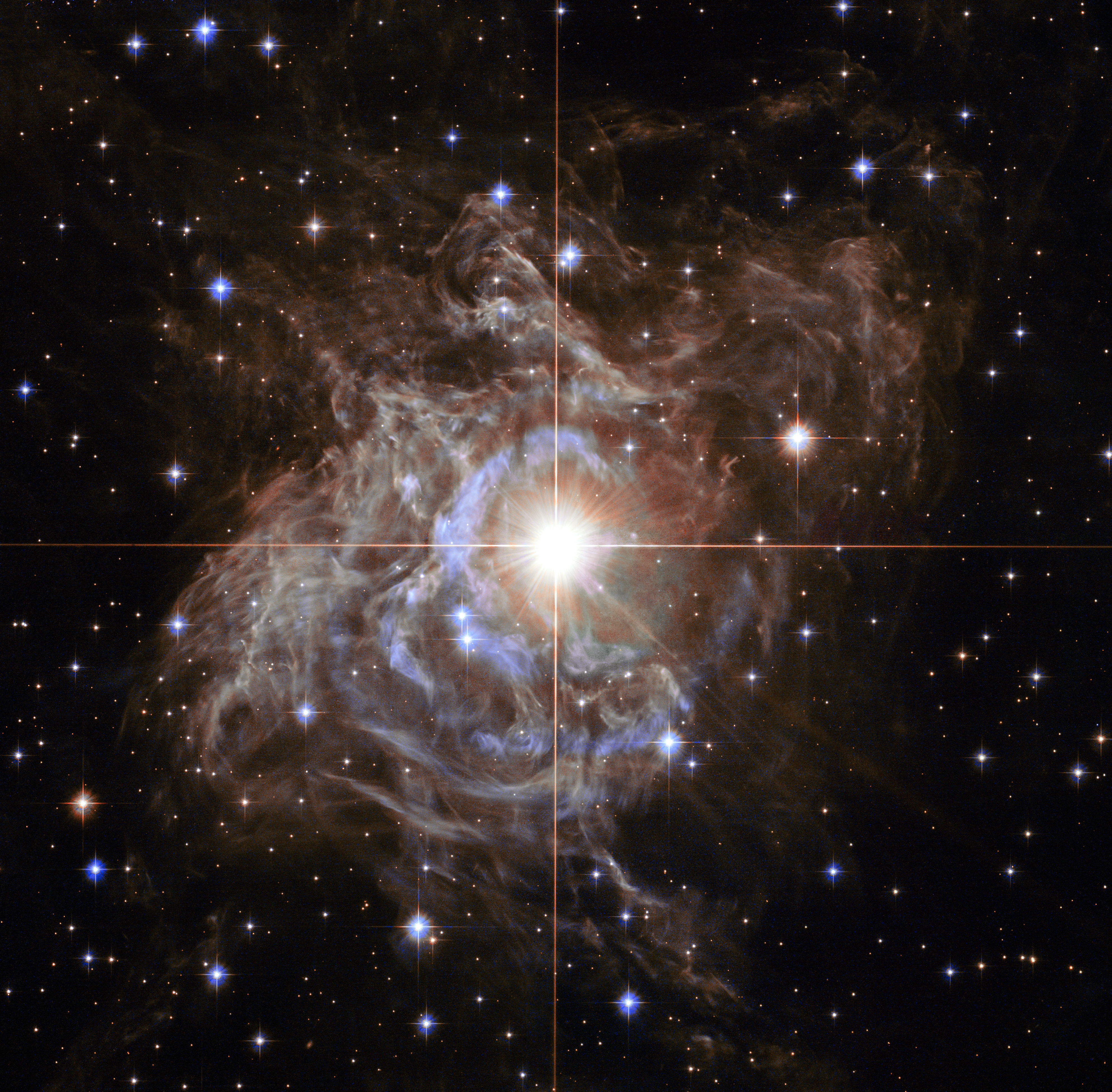
Image de la supergéante jaune et céphéide classique RS Puppis par Hubble.

Une supergéante jaune (de l'anglais yellow supergiant, abrégé en YSG) est une étoile supergéante de classe spectrale F ou G.
Les supergéantes jaunes sont extrêmement rares car elles représentent une phase de très courte durée — typiquement quelques dizaines de milliers d'années — dans l'évolution des étoiles massives — c'est-à-dire de 10 à 20 masses solaires. Leur température effective est de 4 800 à 7 500 kelvins.
Un grand nombre de supergéantes jaunes sont situées dans une région du diagramme H-R connue comme la bande d'instabilité et sont instables. La plupart d'entre-elles dont des variables céphéides, nommées d'après δ Cephei, qui pulsent selon des périodes bien définies reliées à leurs luminosités. Elles servent de chandelles standard pour estimer la distance des étoiles.